# David Gervasi
David Gervasi (* 1. August 1983) ist ein ehemaliger Schweizer Leichtathlet.

## Leben
Gervasi ist mehrmaliger Schweizer Meister im Zehnkampf. In seiner Jugend fuhr er zwei Jahre lang Ski-Alpin-Rennen und wechselte dann zur Leichtathletik. Zuerst startete für den ST Bern, bevor er 2008 zum LC Zürich wechselte. Anfang April 2010 gab er den Rücktritt vom Hochleistungssport bekannt.
Nach seinem Studium der Betriebswirtschaftslehre und Wirtschaftsinformatik erfolgte Anfang 2009 der Berufseinstieg als Projektleiter Online/Mobile beim Zürcher Verkehrsverbund (ZVV). Innerhalb des ZVV übernahm er bis Ende 2016 weitere Positionen als Produktmanager Fahrgastinformation und Leiter IT.
Anfang 2017 wechselte er in die Beratung und ist aktuell als Consultant bei der ProAct Group tätig. Dort begleitet er Unternehmen diverser Branchen in der digitalen Transformation als Berater, Projektleiter oder Business Engineer.
In seiner Freizeit treibt er Sport (Joggen, Yoga, Meditation). Er lebt mit seiner Familie in Zürich.

## Sportliche Erfolge
- 2002: 15. Rang Juniorenweltmeisterschaften Zehnkampf
- 2003: 1. Rang Nationales Mehrkampfmeeting in Landquart Zehnkampf
- 2004: Schweizer Meister Zehnkampf
- 2005: Schweizer Meister Zehnkampf; Schweizer Hallenmeister Siebenkampf; Teilnahme U23-Europameisterschaften Zehnkampf
- 2006: Schweizer Hallenmeister Siebenkampf
- 2007: Schweizer Meister Zehnkampf; Schweizer Hallenmeister Siebenkampf
- 2008: Schweizer Hallenmeister Siebenkampf

## Persönliche Bestleistungen
- Zehnkampf: 7755 Punkte, 1. Juni 2008 in Götzis
- Siebenkampf: 5711 Punkte, 17. Februar 2008 in Magglingen